# Hamilton Hume

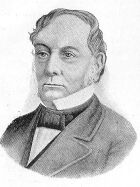
Hamilton Hume

Hamilton Hume (* 18. Juni 1797 in Parramatta, New South Wales in Australien; † 19. April 1873 in Yass, New South Wales) war ein australischer Forschungsreisender und der erste bereits in Australien geborene Forscher.

## Leben
Hume war der Sohn von Andrew Hamilton Hume, der 1790 als Superintendent der Sträflinge nach Australien gekommen war und sich bald darauf als freier Siedler niederließ. Die Mutter war Elizabeth Moore Kennedy, die ihn erzog und unterrichtete.
Bereits in jungen Jahren interessierte sich Hume für die Erforschung des noch weitgehend unentdeckten australischen Kontinents. Mit 17 Jahren erforschte er den Distrikt um Berrima (1814), im März 1817 nahm ihn der Landvermesser James Meehan auf eine Forschungsreise mit, in deren Verlauf der Bathurstsee in Argyle entdeckt und die Ebene um den Goulburn River erforscht wurden. Anschließende Reisen mit John Oxley und Meehan führten ihn zur Jervis Bay sowie per Segelschiff an die Ostküste auf der Suche nach weiteren Flüssen.

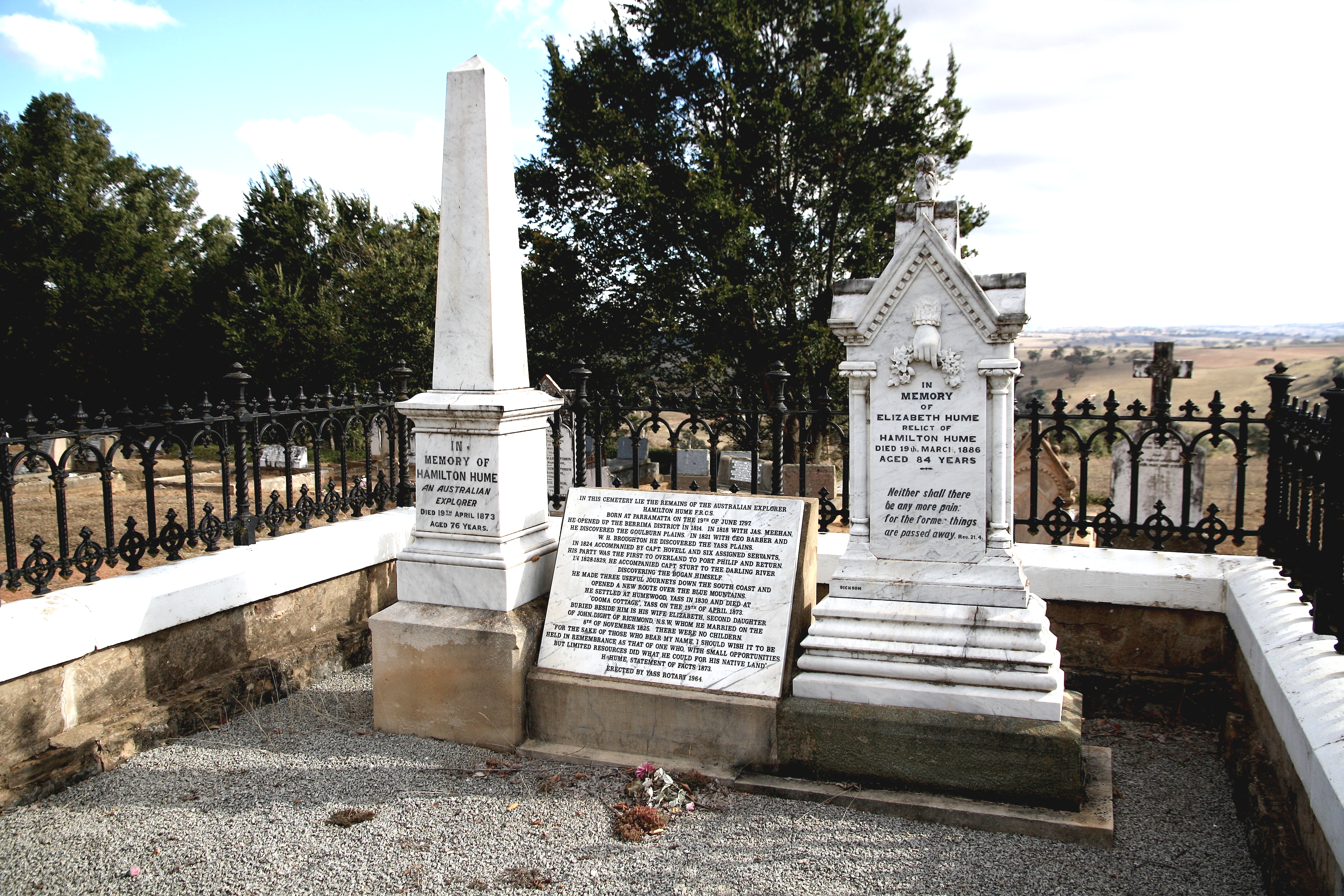
Humes Grab in Yass

1824 führte er im Auftrag von Gouverneur Brisbane eine erste eigene Expedition über die Blauen Berge (Blue Mountains) nahe Sydney, die eigentlich das Ziel haben sollte, Spencer Gulf zu erreichen. Neben ihm verhandelte der Gouverneur auch mit William Hovell über die Forschungsreise, doch die Finanzierung wurde zum Problem. Schließlich entschieden sich beide Männer, die Reise auf eigene Kosten zu unternehmen, mit Ausnahme einiger von der Regierung zur Verfügung gestellter Packsättel, Waffen, Kleidung und Decken. Während dieser Expedition von Hume und Hovell entdeckte Hume den Hume River. Nach Abschluss der Reise entstand ein Streit unter den Forschern, wer die Führung der Expedition übernommen hatte. Als Belohnung für ihre Entdeckungen erhielten beide von dem Gouverneur lediglich jeweils 1.200 ha Land, doch keine Erstattung ihrer Kosten.
Hume ließ sich auf diesem Land als Farmer nieder und begleitete nur 1828 noch einmal Charles Sturt auf dessen erster Entdeckungsreise. Eine Teilnahme an weiteren Expeditionen lehnte er ab und konzentrierte sich auf die Landwirtschaft.  
Im Jahre 1936 wurde der Hume-Staudamm vollendet, der die Stadt Albury vor Fluten schützen soll.